# Robert F. Kennedy Bridge
Die Robert F. Kennedy Bridge ist die Bezeichnung für eine Gruppe von drei Brücken, welche die New Yorker Stadtbezirke Manhattan, Queens und die Bronx verbinden. Der ursprüngliche Name der Brücke war Triborough oder Triboro Bridge, sie wurde aber am 19. November 2008 zum Gedenken an den ehemaligen New Yorker Senator Robert F. Kennedy umbenannt.

## Beschreibung
Von Queens aus gesehen überbrückt eine Hängebrücke den Hell Gate genannten Arm des East River und überführt die Interstate 278 zu den zwei durch Aufschüttung miteinander verbundenen Inseln Wards Island und Randalls Island. Auf Randalls Island teilt sich die Straße in eine nach Westen abbiegende Strecke, die auf einer Hubbrücke den Harlem River nach Manhattan (zur E 125th Street) überquert, und in die weiter in nördliche Richtung führende I-278, die auf einer Fachwerkträgerbrücke den schmalen Bronx Kill zur Bronx überquert.

## Geschichte
Die Bauarbeiten begannen am 25. Oktober 1929, genau einen Tag nach dem Schwarzen Donnerstag mit seinem großen Börsenkrach, der die Great Depression auslöste. Die Arbeiten an der Brücke wurden aus Geldmangel Anfang 1930 eingestellt. 1933 wurde Robert Moses von Bürgermeister Fiorello LaGuardia zum Leiter der Triborough Bridge Authority ernannt, die gegründet worden war, um den Bau der Brücke mit Geldern der Reconstruction Finance Corporation und danach dem New Deal fortzusetzen und zu beenden. Robert Moses sorgte dafür, dass Othmar Ammann, der kurz zuvor die George Washington Bridge fertiggestellt hatte, zusätzlich zu seiner Tätigkeit als Leiter der Port of New York Authority auch zum Chefingenieur der Triborough Bridge Authority bestellt wurde. Ammann vereinfachte die Brücke, indem er die geplante zweite Ebene strich, ein konventionelles, durch Fachwerkträger versteiftes Brückendeck für acht Fahrspuren vorsah und die Pylone und Tragseile entsprechend leichter plante.
Die Eröffnung der Brücke fand am 11. Juli 1936 statt. Insgesamt kostete die Triborough-Brücke einschließlich aller Zufahrten, Rampen- und Verbindungsbrücken, Verteilerbauwerke etc. mehr als der Hoover Dam.
Der Beton für den Bau wurde durch Firmen aus Maine bis hin zum Mississippi River geliefert. Um die Schalungen für die Brücken herzustellen, wurde ein ganzer Wald in Oregon gefällt.
1986 wurde das Triborough Bridge Project von der American Society of Civil Engineers in die List of Historic Civil Engineering Landmarks aufgenommen.

## Maut
Die Brücken sind mautpflichtig. Die Kosten hierfür belaufen sich im Jahr 2018, bei einem zweiachsigen Pkw, auf 8,50 US-Dollar bei Zahlung auf Rechnung bzw. auf 5,76 US-Dollar mit dem E-ZPass. Wie alle Brücken in New York City ist auch die Robert F. Kennedy Bridge seit 2017 „cashless“. D.h. eine Zahlung der Maut ist nicht mehr direkt möglich. Sofern kein E-Z-Pass im Fahrzeug angebracht ist, wird eine Rechnung an den Halter des Fahrzeuges geschickt.  Die Einnahmen dieser und anderer Brücken werden durch die Triborough Bridge and Tunnel Authority (TBTA) verwaltet, Eigentümer der Brücke ist jedoch die Stadt New York. Allein 2002 beliefen sich die Einnahmen der TBTA auf 933,1 Millionen US-Dollar. Durchschnittlich wird die Brücke von 200.000 Fahrzeugen pro Tag befahren. Durch die Einnahmen der TBTA ist es möglich, den öffentlichen Nahverkehr zu subventionieren.

## Brückenteile

### Hängebrücke über den East River
- Spannweite Pylon zu Pylon: 421 m
- Spannweite Pylon zu Ufer: 213 m
- Länge zwischen den Ankerblöcken: 847 m
- Breite der Brücke: 30 m
- Fahrspuren: 8
- Höhe der Pylone: 96 m
- Lichte Höhe über MHW: 44 m

### Hubbrücke über den Harlem River
- Spannweite des Hubteils (zw. den Hubtürmen): 94 m
- Spannweite des festen Brückenteils (Hubturm zu Ufer): 70 m
- Länge zwischen den Widerlagern: 235 m
- Höhe der Hubtürme: 64 m
- Lichte Höhe über MHW, gesenkt: 17 m
- Lichte Höhe über MHW, gehoben: 41 m
- Fahrspuren: 6

### Fachwerkbrücke über den Bronx Kill
- Spannweite des mittleren Fachwerkträgers: 117 m
- Länge der Anfahrt: 371 m
- Länge zwischen den Widerlagern: 488 m
- Lichte Höhe über MHW: 17 m
- Fahrspuren: 8

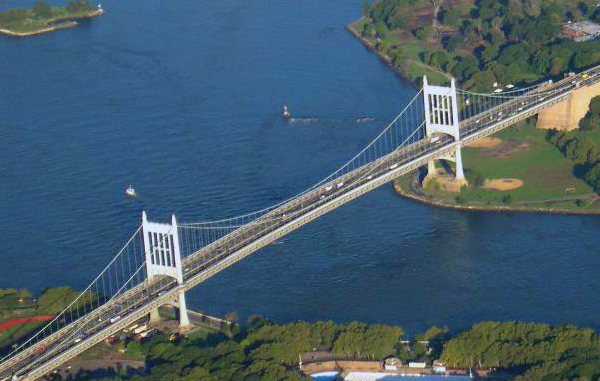
Hängebrücke über den East River
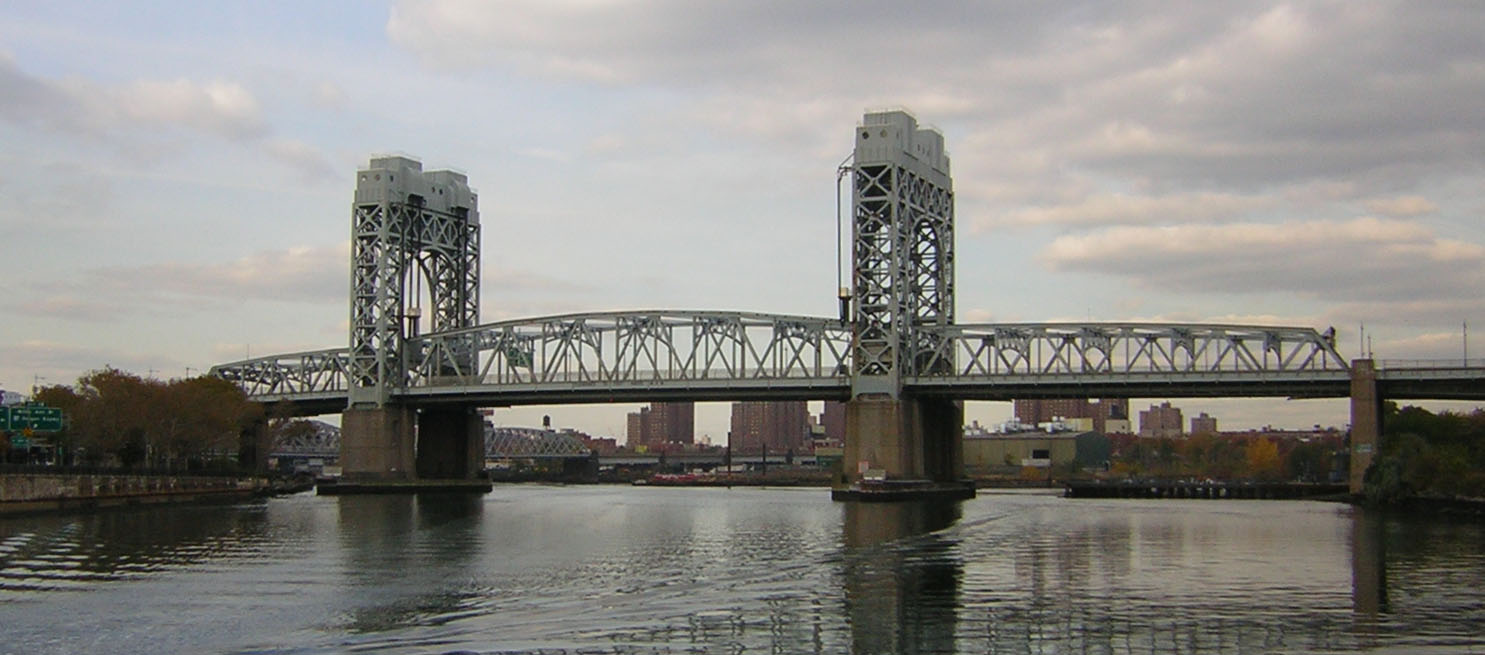
Hubbrücke über den Harlem River
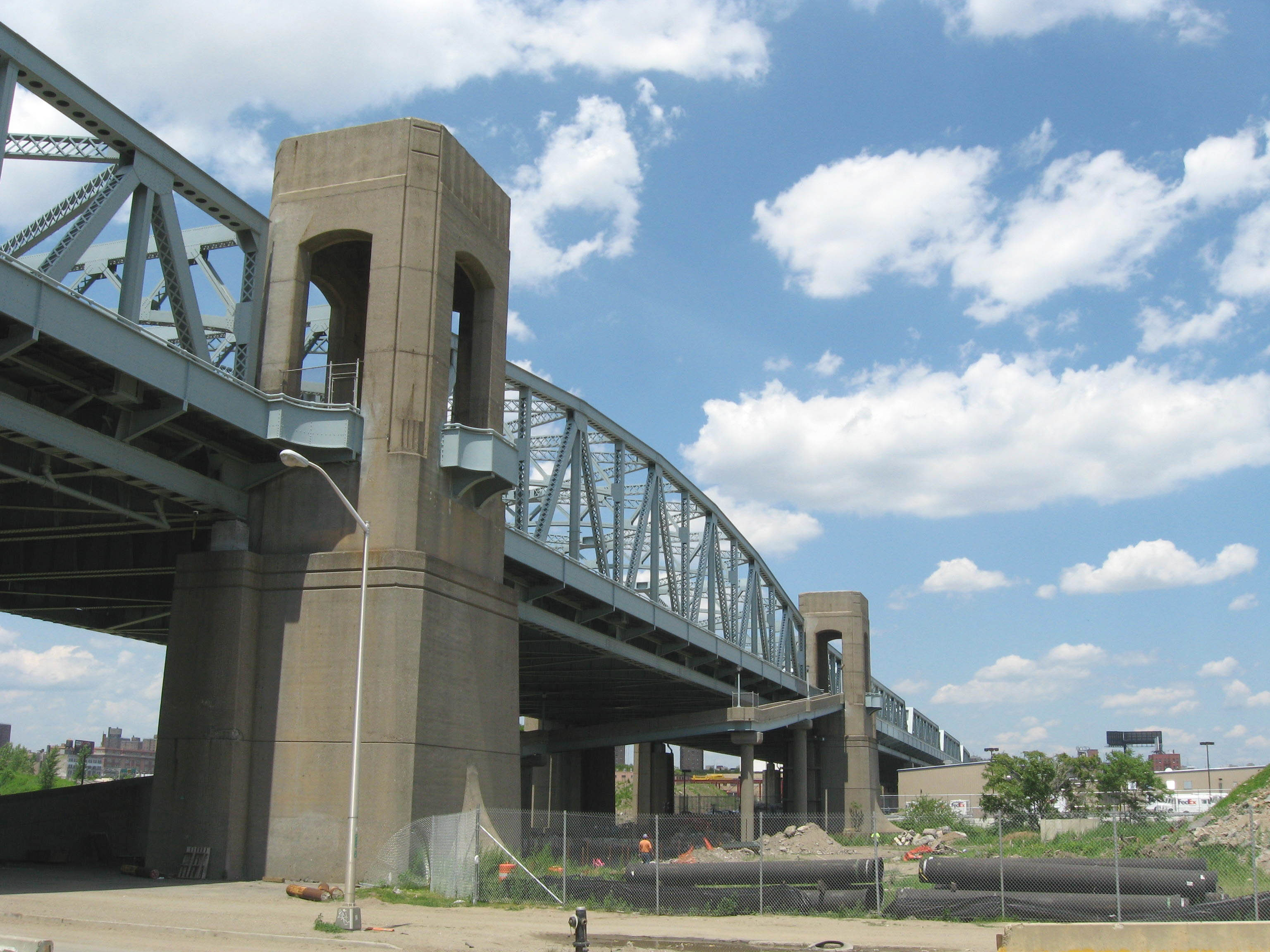
Fachwerkbrücke über den Bronx Kill
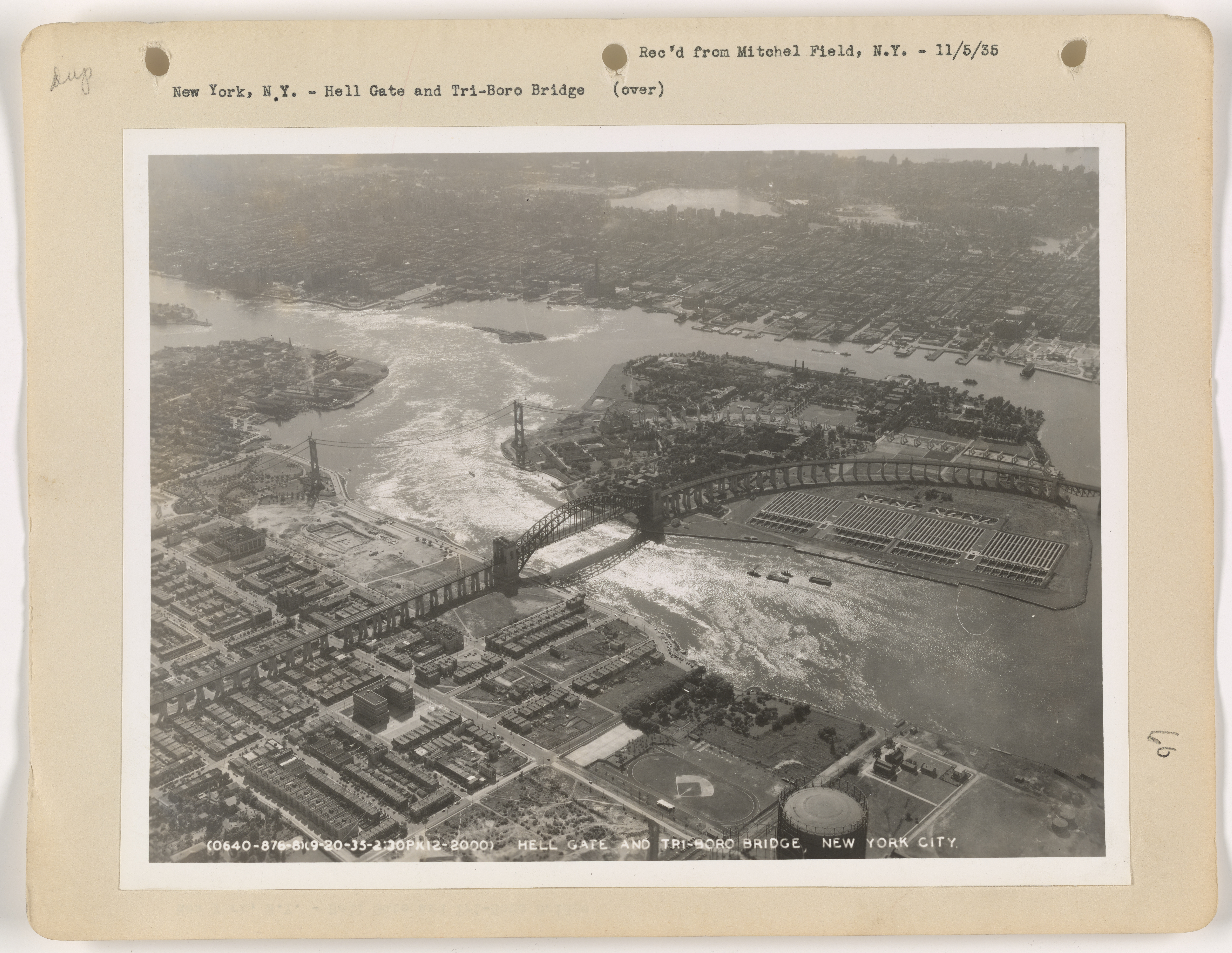
Hängebrücke in Bau neben Hell Gate Bridge, Luftbild 1935